# سفارة إثيوبيا في لندن
سفارة جمهورية إثيوبيا الفيدرالية الديمقراطية في لندن هي البعثة الدبلوماسية لإثيوبيا في المملكة المتحدة. يقع في شرفة تطل على حديقة هايد بارك في طريق كينسينغتون، جنوب كنسينغتون، بجوار سفارة إيران. يشكل المبنى مجموعة من المباني الجصية المدرجة من الدرجة الثانية إلى جانب السفارة الإيرانية والمعهد البولندي ومتحف سيكورسكي.

## معرض صور

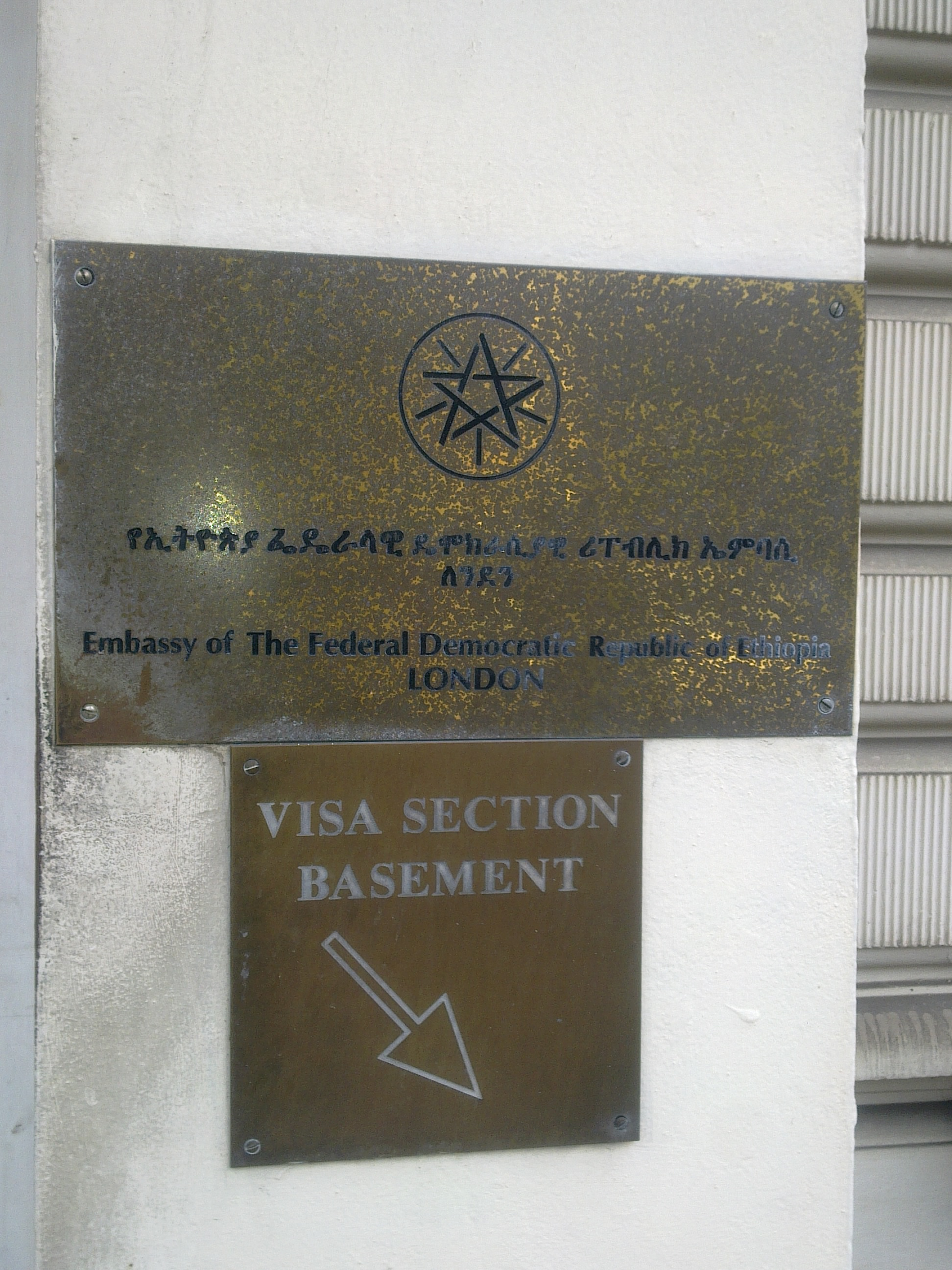
لوحة خارج السفارة باللغتين الأمهرية والإنجليزية تصور شعار إثيوبيا
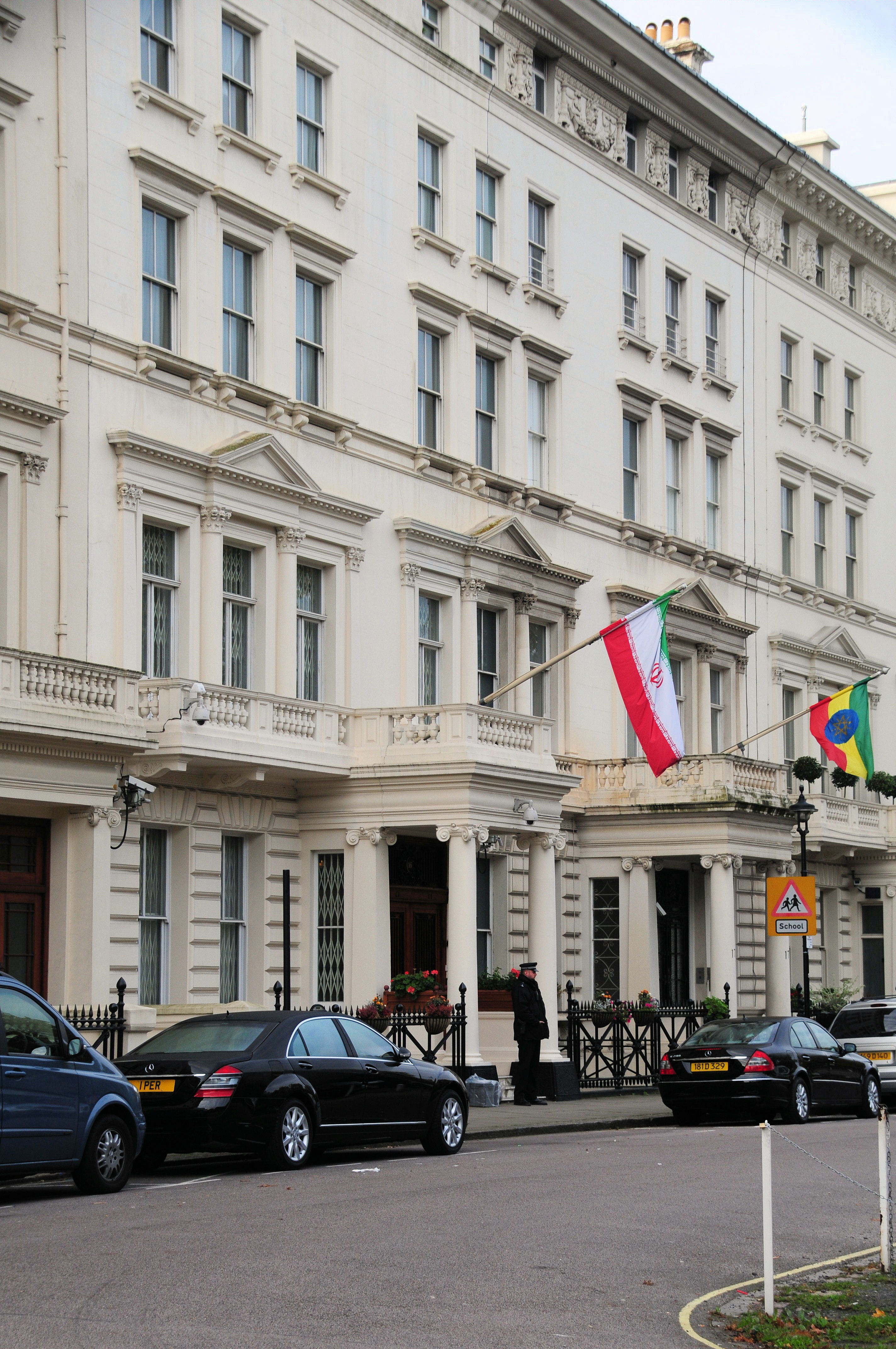
سفارتا إثيوبيا وإيران

## روابط خارجية
- موقع رسمي